# شملكان
شملكان هي قرية في مقاطعة أرومية، إيران. يقدر عدد سكانها بـ 335 نسمة بحسب إحصاء 2016.